# Municipio de Union (condado de Webster)
El municipio de Union (en inglés: Union Township) es un municipio ubicado en el condado de Webster en el estado estadounidense de Misuri. En el año 2010 tenía una población de 1123 habitantes y una densidad poblacional de 8,14 personas por km².

## Geografía
El municipio de Union se encuentra ubicado en las coordenadas 37°26′29″N 92°45′53″O / 37.44139, -92.76472. Según la Oficina del Censo de los Estados Unidos, el municipio tiene una superficie total de 138.02 km², de la cual 137,6 km² corresponden a tierra firme y (0,3 %) 0,42 km² es agua.

## Demografía
Según el censo de 2010, había 1123 personas residiendo en el municipio de Union. La densidad de población era de 8,14 hab./km². De los 1123 habitantes, el municipio de Union estaba compuesto por el 96,71 % blancos, el 0,45 % eran afroamericanos, el 0,89 % eran amerindios, el 0,27 % eran de otras razas y el 1,69 % eran de una mezcla de razas. Del total de la población el 2,76 % eran hispanos o latinos de cualquier raza.